# Киви, Маарья
Ма́арья Ки́ви (эст. Maarja Kivi; род. 18 января 1986, Таллин) — эстонская певица, бывшая солистка группы Vanilla Ninja.

## Биография
Родилась 18 января 1986 в Таллине. В школе училась играть на саксофоне в течение 8 лет. Также Маарья умеет играть на бас-гитаре и фортепиано, которые освоила самостоятельно.

## Карьера
В 2002 стала участницей группы Vanilla Ninja. Она являлась одной из основательниц группы, принимала на себя основной вокал и роль басистки в большинстве треков с их первых двух альбомов «Vanilla Ninja» и «Traces Of Sadness». В связи с рождением дочери она была вынуждена покинуть Vanilla Ninja.

### Сольная карьера
Маарья продолжала свои деловые отношения с продюсером группы Vanilla Ninja Давидом Брандесом. 20 января 2006 состоялся релиз её дебютного сольного сингла «Could You».
В сентябре 2006 года был выпущен второй сингл «Shine It On». С этим синглом Марья дебютировала на MTV Baltic. В чарте MTV Baltic она поднялась до 16 места, которое сделало её популярной в странах Прибалтики.

#### Конфликт с лейблом Bros music
Использование псевдонима Maarja для своей сольной карьеры, привело к ухудшению положения в музыкальном сообществе Эстонии. В стране уже есть певица Маарья-Лиис Илус, которая выступает под таким же именем. Илус сказала, что использование того же самого имени — это «дурной тон» Маарьи Киви и её лейбла. Посльку претензии были предъявлены лейблу Bros music, возглавляемому Брэндесом, контракт между Маарьей и Bros music вскоре был расторгнут.

#### Сольный дебют
В декабре 2007 Маарья решила изменить своё сценическое имя Maarja на Marya Roxx. Это связано с тем, что Маарья хотела избежать ассоциаций с её прошлым, связанным с Vanilla Ninja, и чтобы начать свою сольную карьеру.
5 января 2008 песня Маарьи, записанная с Кевином Ширли, была впервые прослушана на волне 100,7. В феврале 2008 у Маарьи появился официальный веб-сайт. В марте 2008 был выпущен CD сингл «21?!», а в мае 2009 — дебютный альбом «Payback Time».
Альбом был записан в студии Document room в Малибу с продюсером Кевином Ширли (Iron Maiden, Dream Theater, Led Zeppelin, HIM и др.), гитаристом Полом Круком (Meat Loaf, Anthrax, Sebastian Bach), басистом Скоттом Метаксасом (Nuclear Assault), клавишником Дереком Шериняном (Yngwie Malmsteen, Dream Theater) и ударником Брайаном Тичи (Ozzy Osbourne, Slash's Snakepit, Gilby Clarke, Pride & Glory). Лейбл — Ram music, возглавляемый мужем Маарьи Рене Меристе.
С конца 2007 года проживает в Лос-Анджелесе, поддерживая при этом тесные связи с эстонской общиной города и приезжая на родину по два-три раза в год. С 2011 преподает пение в эстонской школе Лос-Анджелеса (её мать в прошлом также была учителем пения).
В июне 2013 Маарья приняла участие в фестивале Rock Summer-25, проходившем на таллинском Певческом поле. Новый состав её группы: ударные — Винни Апписи (играл в Black Sabbath, Dio, Heaven and Hell и даже с Джонном Ленноном); бас-гитара — Джеймс Ломенцо; гитара — Брент Вуудс.

## Награды и участие в конкурсах
В 1993 году, в возрасте 7 лет, выиграла эстонский детский певческий конкурс «Laulukarusell». Также победила в этом конкурсе в 1994 и 1998 годах. Она является единственной участницей конкурса, побеждавшей трижды. В 1997 выиграла конкурс «Tähtede laul» (Песня звёзд), организованный каналом TV 3. В 2002 заняла седьмое место на национальном конкурсе для Евровидения «Eurolaul 2002».

## Семья
Родители Маарьи, Риина и Мадис Киви, являются владельцами компании Uniplast OÜ, производящей спортивное и туристическое снаряжение, а также плёночные изделия. Отец, Мадис, является одновременно главой предприятия. В конце 2010 года производственный цех предприятия, расположенный в Рапла посетил президент Эстонии Тоомас Хендрик Ильвес. А 24 февраля 2011 года родители певицы приглашены на встречу с Ильвесом по случаю 93-летней годовщины независимости Эстонии. В юности Мадис Киви учился в Ленинградском Технологическом институте и был знаком с писателем-сатириком Семёном Альтовым.
Маарья также имеет брата Вахура и двух сестер, Хелен и Кристи. Во время участия в Vanilla Ninja у неё завязались романтические отношения с менеджером группы Рене Меристе (ранее также выступившим одним из соучредителей Эстонского союза исполнителей), которые привели к свадьбе в сентябре 2004 года. Через несколько дней после свадьбы у них родилась дочь, которую назвали Дора-Лииса; а 7 августа 2012 — сын Ангус Мартин.

## Дискография

### Альбом
- «Payback Time» (2009)

### Синглы
- «Could You» (2006)
- «Shine It On» (2006)
- «21?!» (2008)

## Фильмография
- 2004: «Sigade revolutsioon» (Бунт свиней) — малая роль: одна из девушек отряда «Хундиссааре»